# 科尔梅里
科尔梅里（法語：Colméry，法語發音：[kɔlmeʁi]）是法国涅夫勒省的一个市镇，属于卢瓦尔河畔科讷库尔区。

## 地理
科尔梅里（47°20'51"N, 3°15'2"E）面积24.17 平方千米，位于法国勃艮第-弗朗什-孔泰大區涅夫勒省，该省份为法国中部省份，北至约讷省，西北接卢瓦雷省，西接谢尔省，南至阿列省，东南接索恩-卢瓦尔省，东临科多尔省。
与科尔梅里接壤的市镇（或旧市镇、城区）包括：东齐瓦地区圣马洛、乌当、塞西莱布瓦、库卢特尔、栋济、默努、佩鲁瓦。

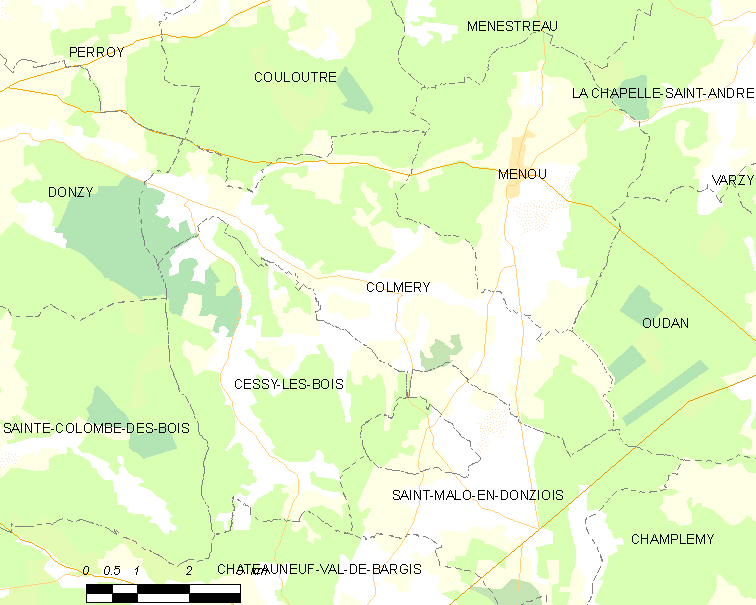
科尔梅里的OSM定位图

科尔梅里的时区为UTC+01:00、UTC+02:00（夏令时）。

## 行政
科尔梅里的邮政编码为58350，INSEE市镇编码为58081。

## 政治
科尔梅里所属的省级选区为卢瓦尔河畔普伊县。

## 人口

1962-2008年间科尔梅里人口变化图示

科尔梅里于2022年1月1日时的人口数量为269人。